# 巴扎利托韋
50°55′35″N 26°14′23″E / 50.92639°N 26.23972°E
巴扎利托韋（烏克蘭語：Базальтове），是烏克蘭西北部的村莊，隸屬里夫內州的里夫內區。該村面積0.18平方公里，海拔高度184米，2001年人口494，人口密度每平方公里2,744.4人。